# Castaña confitada

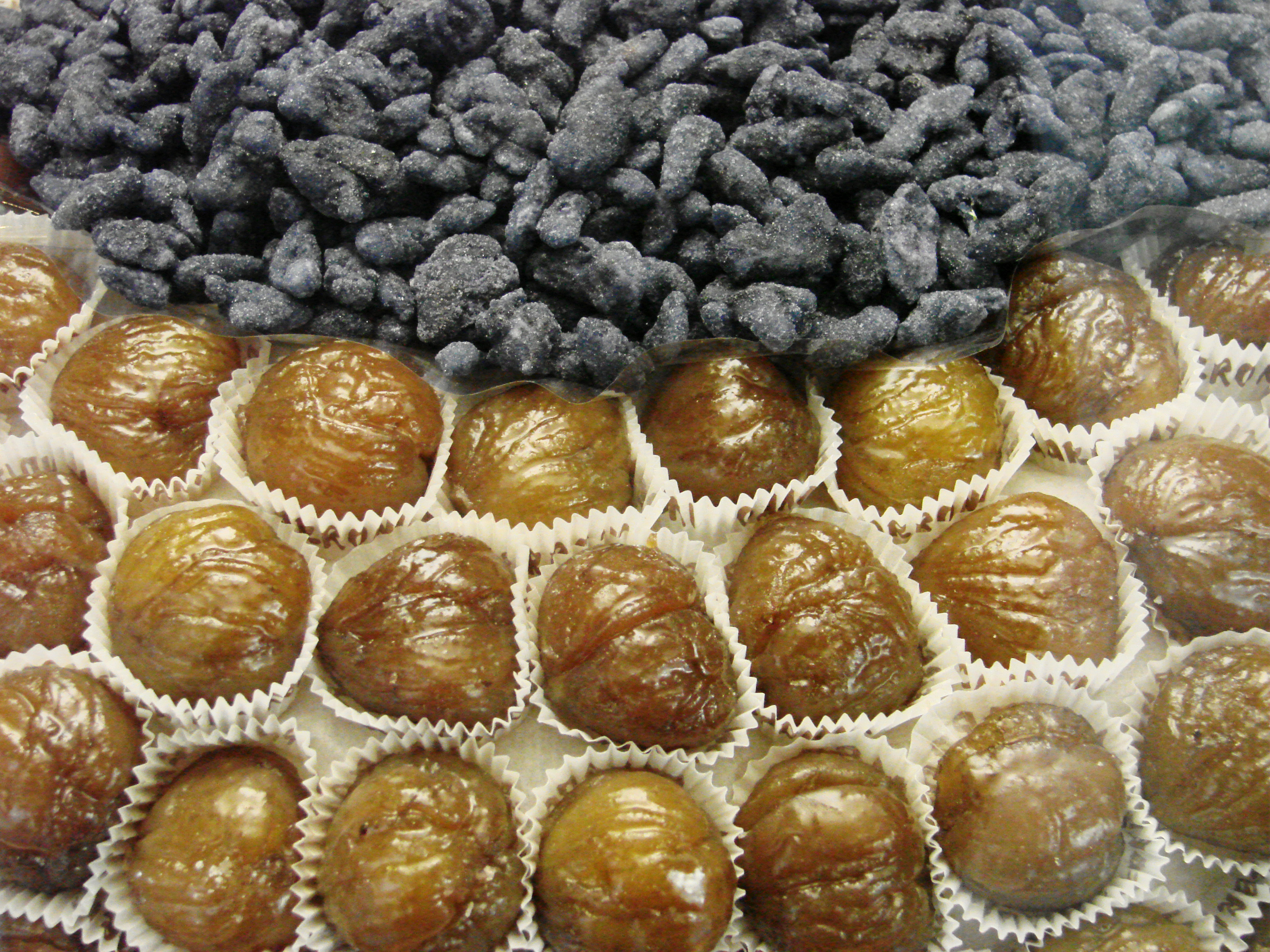
Marrons glacés

La castaña confitada, también conocida por su nombre en francés marron glacé, es una castaña que ha sido confitada o glaseada. Esta golosina de origen francés. es habitual en la gastronomía francesa e italiana, aunque recientemente se está recuperando en otros países productores, como España o Portugal . La primera receta se encuentra en un libro del chef francés François Pierre La Varenne
En el siglo XIX se desarrolló la producción a nivel industrial en Francia de este dulce, siendo posteriormente imitado en Italia, y en España en 1980. 
Son particularmente afamadas las de la ciudad de Orense, donde hay diversos productores de este dulce.

## Realización
Para la realización del mismo se emplean: castañas, azúcar y opcionalmente y a gusto canela, vainilla y anisetes. También se puede bañar las castañas en brandy durante unas horas para potenciar su sabor.
Lo complicado de esta receta está en las fases de su elaboración, que son: la elección de las mejores castañas, tamaño y estado; el punto de cocción que ha de ser a fuego lento, y el pelado de las castañas que deben quedar enteras. Posteriormente se procede a la cocción en el almíbar en el que se glasearán y se dejan en reposo un día.
Comercialmente es un producto caro. Su presentación habitual es la de un producto de lujo. Para evitar que se magullen o se desmoronen las castañas y su glaseado se suelen envolver individualmente.